# Jōwa
Jōwa (japanska: 貞和?, Jōwa), 1345–1350, är en period i den japanska tideräkningen, vid det delade Japans norra tron. Jōwa infaller under södra tronens Kōkoku och Shōhei.  Kejsare vid den norra tronen var Kōmyō och (efter år 4) Sukō. Shogun var Ashikaga Takauji.